# Tulburările din Palestina din 1929
Tulburările din Palestina din 1929 (în ebraică - מאורעות תרפ"ט - Meoraot Tarpat adică  Evenimentele din 5689, în arabă) ثورة البراق Thawrat al Buraq, Revolta Al Buraq) cunoscute în presa engleză și străină și ca Revolta de la Zidul Plângerii sau Masacrele din 1929 au fost o serie de manifestații și acte de violență dezlănțuite în august 1929 în rândurile arabilor din Palestina aflată sub regimul mandatar britanic, și îndreptate împotriva evreilor.
Semnalul acestor acțiuni a fost disputa dintre musulmani și evrei pentru accesul la „Zidul Plângerii” din orașul vechi al Ierusalimului, pentru evrei „Zidul de apus”, considerat relicvă a Templului iudeu și principalul loc sfânt al religiei lor, iar pentru musulmani devenit în ultima vreme „Zidul Al Buraq”, denumit astfel deoarece, după tradiția islamică, acolo și-ar fi legat profetul Mohamed (Muhammad) animalul fantastic  Al Burak (Fulgerul), înaintea  „Călătoriei nocturne” în rai. Tulburările au luat forma unor atacuri ale arabilor asupra evreilor și ale bunurilor lor.
În cursul unei săptămâni, între 23-29 august 1929 au fost uciși de către arabi 133 evrei, iar alți 339 au fost răniți. 110 arabi au fost omorâți si 232 răniți,majoritatea - de către poliția britanică. În urma actelor de teroare, mai multe așezări și cartiere evreiești si-au încetat existența.
Comisia Shaw, întrunită ulterior de autoritățile britanice a găsit că principala cauză a violenței și «fără de care, în opinia noastră, tulburările  ori nu s-ar fi declanșat, ori ar fi fost nu mult mai mult decât o dezordine locală, este sentimentul de animozitate și ostilitate al arabilor față de evrei, urmare a dezamăgirii aspirațiilor lor politice și naționale și a temerii pentru viitorul lor economic»
Tulburările au fost la acea vreme fără precedent în istoria conflictului arabo-evreiesc din Palestina, atât ca durată și întindere geografică, cât și ca amploare a pagubelor în vieți și bunuri.

## Factorii și împrejurările izbucnirii tulburărilor

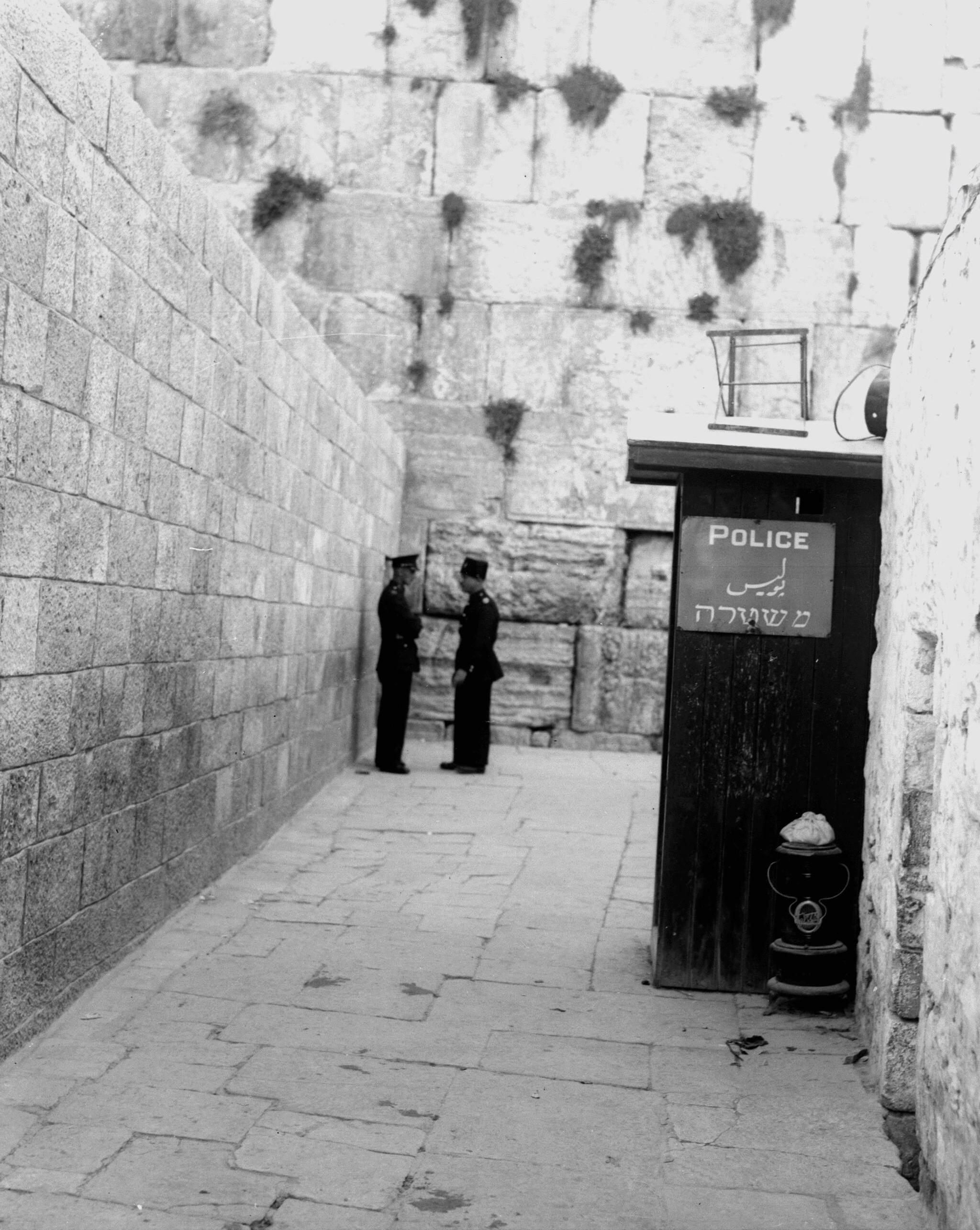
Zidul de apus la Ierusalim, cu un post de pază britanic, în anul 1933

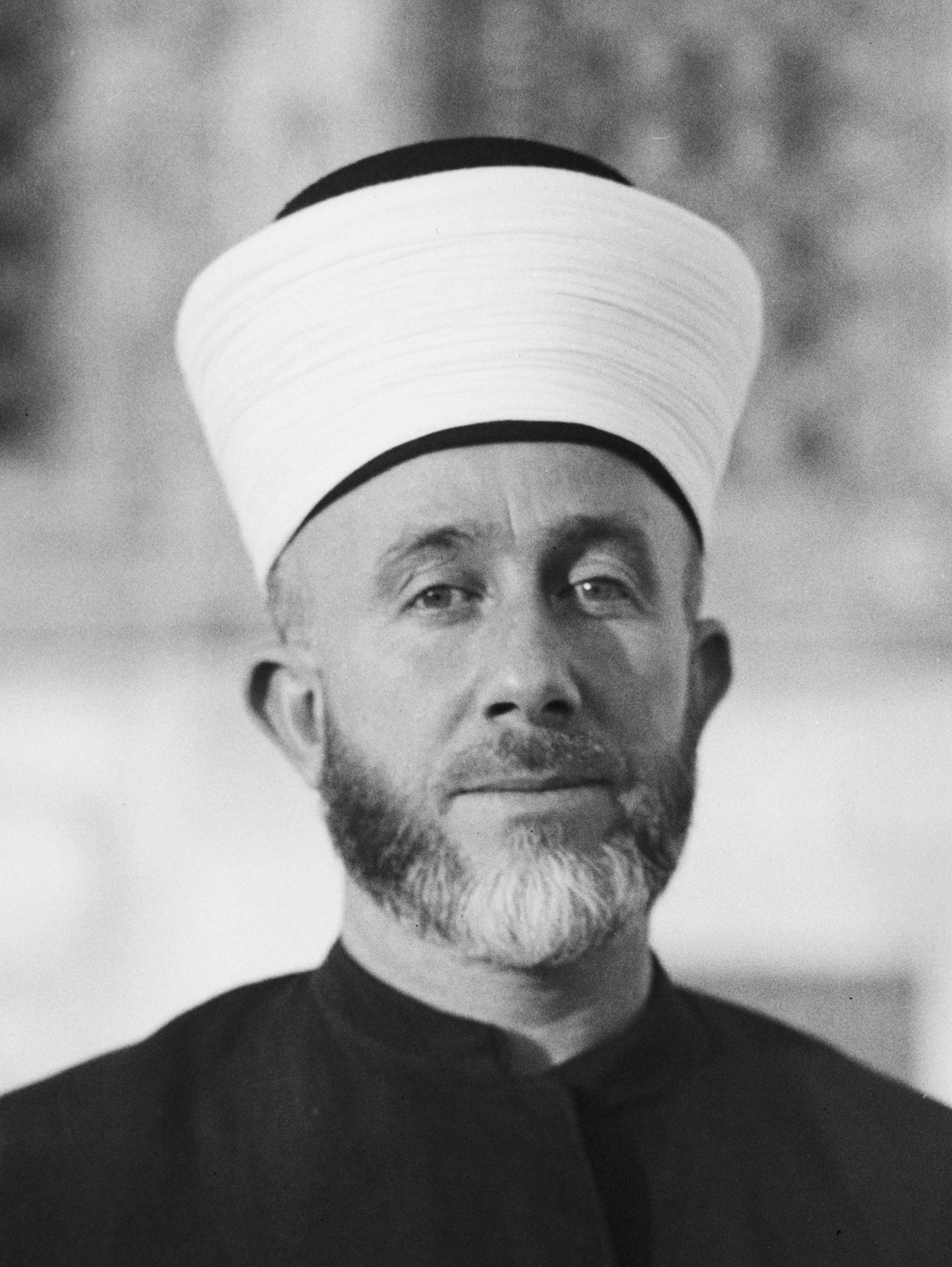
Hadj Amin al Husseini, muftiul Ierusalimului, în 1929

- 1. Rivalitățile în cadrul conducerii arabilor palestineni: scăderea influenței partidei muftiului Hadj Amin Al Husseini și-a găsit expresia în pierderea alegerilor pentru primăria Ierusalim în favoarea clanului Nashashibi.

Pentru a recâștiga încrederea maselor de musulmani, muftiul a amplificat propaganda concentrată pe primejdia în care se afla, după opinia sa, sanctuarul islamic din Ierusalim din partea evreilor și conducerii lor sioniste.
Agitația în jurul acestui subiect avea drept scop și recrutarea mai intensă a statelor arabe și musulmane în favoarea luptei arabilor palestineni
- 2. Efectele refacerii economice a țării

Drept consecință a crizei economice acute din anii 1926-1927 moneda se devalorizase, în anul 1927 circa 5000 locuitori evrei au părăsit țara. În schimb, prin organizarea de proiecte de construcții civile, și absorbirea de muncitori în diversele întreprinderi publice, autoritățile mandatare britanice au contribuit la ieșirea Palestinei din criză. Această înviorare economică s-a resimțit mai ales în sectorul evreiesc al populației, îngroșat de un nou val de imigranți - „aliyá a IV-a” - și însoțit fiind de achiziționarea de noi pământuri, a dus la o creștere a resentimentelor populației arabe locale.   
- 3. Factori legați de conducerea administrației mandatare și de cea a colectivității evreiești:

În acea perioadă înaltul comisar britanic John Chancellor se afla la Londra, iar în absența sa țara era condusă de Harry Luke, mai favorabil față de revendicările arabe. Forțele de care dispunea erau foarte reduse: 300 polițiști și circa 100 soldați, 6 care blindate și 6 avioane. Întăririle, care au dublat aceste forțe, au sosit abia după izbucnirea răzmerițelor, spre sfârșitul zilei de 24 august. 
Conducerea evreilor din Palestina se afla în acel moment la congresul sionist care se desfășura la Zürich. 
Organizația evreiască de autoapărare Haganá era încă relativ slabă, avea un buget restrâns, dispunea de arme vechi și experiență puțină. Slăbiciunea ei se datora calmului relativ ce domnise în ultimii ani în țară, precum și restricțiilor impuse de criza economică.
- 4 Chestiunea Zidului Plângerii:

La 26 august1928 au avut loc festivitățile terminării primei faze a lucrărilor de restaurare a sanctuarului islamic de pe Muntele Templului inițiate de Înaltul Consiliu Musulman prezidat de muftiul Hadj Amin al Husseini. La festivități au luat numeroase personalități arabe și musulmane, între care și emirul Transiordaniei, Abdallah.
Lucrările de restaurare ale Haram ash Sharif, incluzând Moscheea Al Aqsa, Cupola Stâncii și alte edificii auxiliare, s-au aflat în centrul politicii conducerii arabe palestinene de mobilizare a opiniei arabe și islamice în jurul locurilor sfinte musulmane din Ierusalim ca o contrapondere în fața revendicărilor religioase și naționale ale evreilor în Palestina și Ierusalim. 
În noaptea de Iom Kipur 23 septembrie 1928 câteva sute de evrei religioși s-au adunat pentru rugăciune în spațiul îngust din fața Zidului și au ridicat un paravan despărțitor între femei și bărbați, în contradiție cu  statu quo-ul stabilit în trecut (de pildă în 1912) de autoritățile otomane. Viceguvernatorul orașului s-a împotrivit acestei acțiuni, ceea ce a creat nemulțumiri în rândurile evreilor religioși. Aceștia s-au adresat autorităților britanice, cerând abolirea ordinului dat de viceguvernator. Hadj Amin Al Husseini și-a ridicat glasul împotriva pretenției evreilor. El și conducerea arabă palestineană privea acțiunea evreilor ca o încercare de a pune stăpânire pe Muntele Templului unde se află sanctuarul islamic Haram ash Sharif- „Cupola Stâncii” și Moscheea Al-Aqsa.
Ei au afirmat cu vehemență că Zidul Plângerii este o parte a Haram ash Sharif și au trecut la acte de provocare împotriva evreilor. 
După octombrie 1928 și din nou in vara 1929 din ordinul muftiului Amin Al Husseini,musulmanii, au procedat, cu aprobarea puterii mandatare, la lucrări de construcții în apropierea Zidului, ceea ce a atras noi proteste din partea evreilor. 
După o scrisoare de protest din 6 octombrie 1928 contra utilizării Zidului plângerii ca loc de cult de către evrei,la 7 noiembrie 1928 Înaltul Consiliu Musulman a anunțat autoritățile britanice că evreii nu au dreptul de a se ruga sau de a staționa in fața Zidului „Al Buraq”, ci doar de a vizita locul ca turiști.
La 15 august 1929, în ziua postului de 9 Av, care este ziua tradițională a comemorării distrugerii Templului din Ierusalim , câțiva membri ai mișcării evreiești naționaliste de tineret Betar au manifestat în apropierea Zidului cu steagul sionist, au intonat imnul evreiesc Hatikva, și au scandat lozinci  "Zidul e zidul nostru, rușine guvernului". Musulmanii, care sărbătoreau a doua zi Ziua nașterii lui Mahomed, au organizat împotriva lor o manifestație de protest care a degenerat în violențe. În cele din urmă guvernul mandatar a confirmat proprietatea arabă musulmană asupra uliței din fața Zidului Plângerii, dar și dreptul evreilor de a se ruga în acel loc.

## Desfășurarea evenimentelor
În august 1929, la capătul rugăciunilor în Haram ash Sharif  muftiul Amin Al Husseini s-a adresat mulțimii printr-o  predică în care a susținut că „Oricine va omorî evrei, și-a asigurat un loc în lumea de apoi”.
La 15 august 1929, cu ocazia postului de Tisha Beav (9 Av) a avut loc o demostrație evreiască, la care au participat și câțiva membri ai mișcării Betar, susținând dreptul de cult al evreilor lângă Zidul de apus. 
În ziua următoare, vinerea, la 16 august 1929, de Ziua nașterii Profetului Mahomed, 2,000 de musulmani au organizat o procesiune de la Muntele Templului până la Zidul de apus, unde au dat foc la cărți de rugăciune evreiești Locțiitorul înaltului comisar, Harry Luke, a minimalizat cele întâmplate, afirmând ca nu au fost arse cărți de rugăciune, ci doar pagini din cărți de rugăciune. După încă o zi un evreu a fost omorât de un arab în cursul unei ciocniri violente în Cartierul Buharilor din Ierusalim, iar funeraliile sale la 20 august s-au transformat într-o manifestație unde  evrei au chemat la răzbunare contra arabilor. 

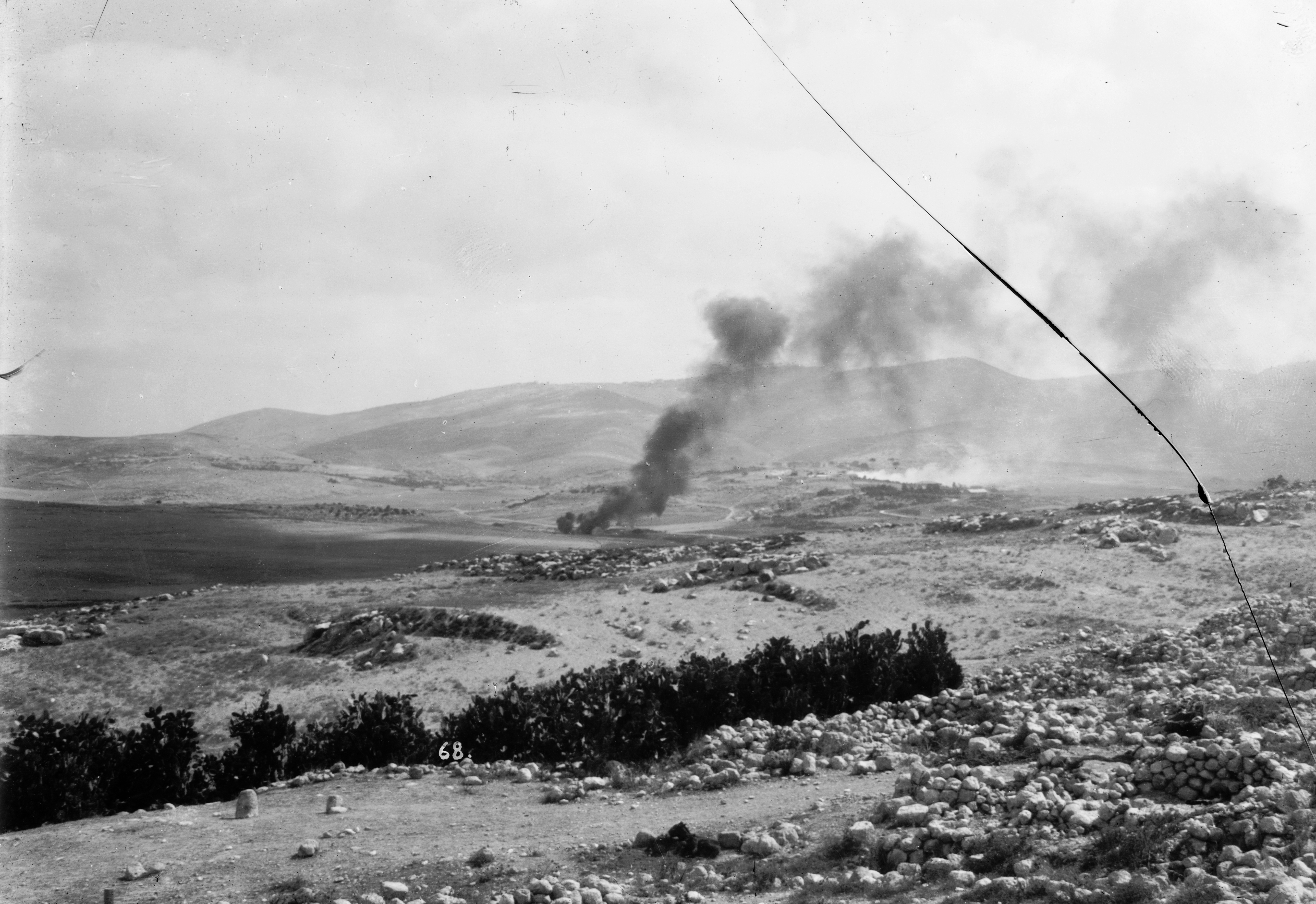
Satul evreiesc Har Tuv în flăcări în urma ataculul din august 1929

La 22 august câteva mii de săteni arabi din așezările din jurul Ierusalimului, înarmați cu ciomege și pumnale, au început să se adune pe Muntele Templului, în ajunul ceremoniilor religioase musulmane de vineri. 
Vineri 23 august 1929, după terminarea predicii muftiului Hadj Amin al Husseini, mulțimea de săteni musulmani, îngroșată de localnici de la marginea societății, înarmați cu cuțite, a ieșit prin Poarta Damascului și, împărțită în bande, a asaltat cartierele evreiești din apropierea porții, de ambele părți ale Străzii Haneviyim:  Cartierul Gurdjilor (al evreilor georgieni) Eshel Avraham și Kiriyá Neemaná (cunoscut și ca Nissan bek). În aceste cartiere  au fost uciși 19 evrei, iar o sinagogă și mai multe case au fost distruse și arse.
Musulmanii au atacat și jefuit și alte cartiere evreiești din Ierusalim, ca de pildă Talpiot,Romema, Beit Hakerem, de unde locuitorii izbutisera să se refugieze. Un evreu pe nume Aharon Fischer, care stătea la intrarea cartierului Mea Shearim a tras cu un revolver în conducătorul pogromiștilor care pășea în fruntea gloatei, și i-a făcut să se retragă.
În urma unor împușcături asupra spitalului evreiesc Misgav ladah a fost rănit grav un medic evreu, dr.Nahum Kurkidi. 
In zilele de 24-25 august britanicii au adus întăriri din Egipt

### Masacrul din Hebron

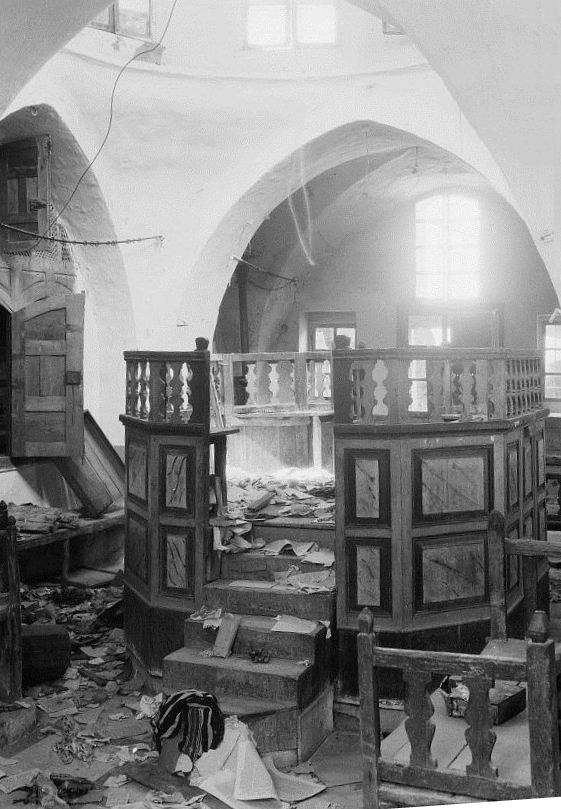
Sinagogă profanată în cursul pogromului din Hebron, 24 august 1929

La auzul zvonurilor că evreii au pus stăpânire pe Moscheile de pe Muntele Templului, bande s-au organizat la Nablus și la Hebron, au izbucniti ciocniri violente și la Jaffa și Haifa. Tulburările au luat o amploare deosebită la Hebron, unde la 24 august1929 unde arabi musulmani au masacrat cu cruzime 67 evrei și le-au jefuit casele. Au fost cazuri unde copii au fost sfârtecați sub ochii părinților, părinții tăiați, arși de vii sau mamele violate sub privirile copiilor.
Masacrul a luat loc în prezența a doi polițiști călare englezi, care nu au mișcat pâna ce nu s-au simțit amenințati ei înșiși de asaltatori, și atunci unul din ei a tras în aer și gloata s-a risipit.
Acest măcel a pus capăt existenței comunității evreiești din Hebron care sălășluia acolo de sute de ani.
Un număr de familii arabe locale și-au apărat vecinii evrei și i-au ajutat să fugă din oraș.  
Și în așezarea evreiască vecină Migdal Eder evreii au fugit, după ce au fost avertizat de prieteni musulmani. Familia Ezra care locuia la Hebron a fost salvată, fiind ascunsă de prieteni arabi.

### În alte localități
Comunitatea evreiască din Gaza, mică, dar având un lung trecut, s-a refugiat într-un hotel, pentru a se apăra de mulțimea mânioasă și a fost salvată, în cele din urmă, de englezi. Evreii au fost evacuați și nu li s-a permis să se întoarcă la casele lor din oraș, decât pentru a-și recupera cele necesare.   
În schimb, evreii din Tel Aviv și Haifa au reușit să respingă atacurile arabilor datorită membrilor în organizațiile Hagana și Betar. Și între ei au fost mai mulți morți și răniți. La Haifa ciocnirile s-au concentrat în cartierul evreiesc Hadar Hakarmel.
La Beit Shan poliția britanică a reușit să-i apere pe evrei și comunitatea de acolo a izbutit să supraviețuiască până la revolta arabă din 1936.
Alte mici comunități de evrei din Nablus, Ramla, Jenin și Acra au fost evacuate și ele de către britanici.
În vremea atacului arab asupra comunei (moșavá) Beer Tuvya, sătenii evrei s-au baricadat în grajd și s-au apărat până ce au fost salvați de către britanici. Localitatea a fost distrusă până la temelie. Doi locuitori au fost omorâți, unul din ei fiind medicul satului, dr. Haim Izreeli.
Și ferma Hulda a trebuit părăsită și a fost pustiită de către asaltatorii musulmani. Conducătorul fermei, Efraim Czizik, a pierit ucis, restul locuitorilor fiind evacuat de către britanici.
O alta moșavá, Motza, nu departe de Ierusalim, a fost atacată de locuitori ai satului arab vecin, Kalunyia. Ei au pătruns în casa familiei Maklef și au omorât majoritatea membrilor familiei, precum și pe oaspeții aflați, spre nenorocul lor, în clădire. Trei dintre copiii familiei Maklef, o fetiță și doi băieți,între care viitorul general și șef al statului major al armatei israeliene Mordehai Maklef, au izbutit să fugă.
A mai fost atacată și arsă până la temelii așezarea Har Tuv, ai carei locuitori au fost nevoiți să fugă. Aceeasi soarta a avut și satul Kfar Uriya, care, abandonat de locuitori, a fost jefuit și incendiat.

### Masacrul din Safed
La 28 august 1929 la orele 17.30 cartierul evreiesc din Safed (Tzfat), cu totul neapărat, a fost atacat și el de cete de arabi înarmați cu bâte și cuțite. Ei au început să ia casele la rând, înjunghiindu-i pe locatari și jefuindu-le. Pogromul a durat circa 20 minute, fiind oprit de poliția britanică care a sosit la fața locului și a omorât doi dintre vandali. Numărul victimelor dintre evrei a fost 18 morți și 80 răniți.

## Urmările tulburărilor

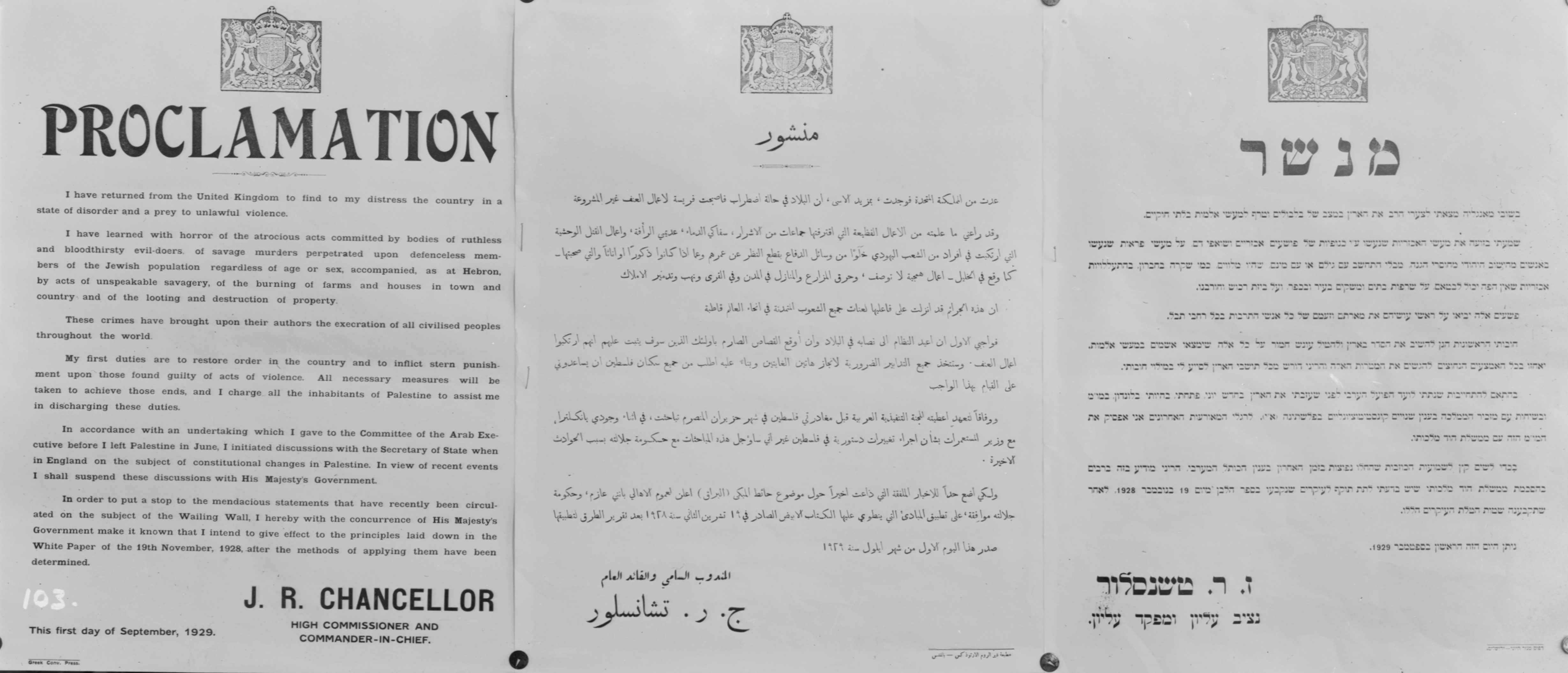
Proclamaţia lui Sir John Chancellor, distribuită din avioane britanice în urma tulburărilor arabe din august 1929

- În cursul săptămânii de tulburări au fost omorâte 133 persoane din rândul evreilor, și rănite alte 339. Dintre arabii musulmani, participanți la tulburări, au fost omorâțti 116 și răniți alți 232, majoritatea - de către forțele de ordine britanice.
- La 1 septembrie 1929 Înaltul comisar britanic al Palestinei, Sir John Chancellor a publicat o proclamație in termeni severi, în care a calificat pe participanții la tulburări drept „ barbari cruzi și ucigași” . Autoritățile mandatare au suspendat temporar  toate gazetele arabe, văzând în ele factori răspunzători de ațâțarea la violență și la încălcarea ordinii publice.
- În locurile unde a acționat, organizația evreiască de apărare Hagana a avut succese și, în consecință, și-a întărit puterea.
- Cu toate acestea,în rândurile evreilor s-au auzit și voci critice, care au susținut că nu e recomandabilă starea de expectativă și că evreii trebuie sa adopte o atitudine mai ofensivă față de partea arabă.

Adepții acestei linii, care a caracterizat mai ales pe sioniștii revizioniști, s-au desprins din Hagana pentru a înființa o organizație alternativă numită „Hagana Bet”, care a devenit ulterior baza „Organizației Militare Evreiești” cunoscută ca „Etzel” sau „Irgun”.
- Autoritățile britanice au hotărât investigarea evenimentelor de către o comisie cunoscută sub numele de Comisia Shaw. Mai apoi au fost elaborate în anul 1930 documente oficiale favorabile opiniei publice arabe: așa numitul „Raport Hope Simpson” care recomanda, din lipsă de terenuri agricole suficiente, suspendarea imigrației de evrei în Palestina, și „Cartea Albă Passfield”  care critica politica instituțiilor evreiești din Palestina de preferare a angajării de brațe de muncă evreiești în defavoarea celor arabe, și  prevedea limitarea numărului de imigranți evrei în Palestina  și a achiziționării de pământuri de către evrei.

## Măsuri de pedeapsă și despăgubiri
Guvernul mandatar al Palestinei a anunțat la 25 martie 1930 că a alocat 100,000 lire palestiniene pentru despăgubirea victimelor, accentuând că aceasta reprezintă un gest de bunăvoință.  Deoarece bugetul nu poate acoperi pagubele produse de perpetratorii tulburărilor, s-au stabilit doar despăgubiri parțiale, care ajungeau la 25-35% din valoarea bunurilor distruse, după evaluarea de către expertul guvernamental. De fapt despăgubirile nu au acoperit decât câteva procente din daune, ceea ce a atras nemulțumiri în rândurile populației evreiești.
Până în aprilie 1930 au fost condamnați la moarte 24 dintre participanții la omoruri, de asemenea un număr de sate arabe au fost supuse la amenzi colective în valoare de 17,840 lire palestiniene.